# Anna Gramatica
Anna Capodaglio (19 de septiembre de 1879-29 de junio de 1961) fue una actriz teatral y cinematográfica de nacionalidad italiana.

## Biografía
Su verdadero nombre era Anna Adele Alberta Gramatica, y nació en Mesina, Italia. Era la hermana joven de las actrices Irma y Emma Gramatica, y tomó como nombre artístico el apellido de su marido, el actor Ruggero Capodaglio, hermano de Wanda Capodaglio. Hizo su debut en 1900 junto a su hermana Emma, en aquel tiempo actuando en la compañía Talli-Gramatica-Calabresi, en la cual actuaba un joven Ruggero Ruggeri. 
Capodaglio participó en veintiuna películas entre 1936 y 1945. Tras su debut en La damigella di Bard, de Mario Mattoli (1936), en 1938 interpretó el papel de Amalia en Inventiamo l'amore, de Camillo Mastrocinque, en 1939 el de Rosa en La vedova, de Goffredo Alessandrini, y en 1940 rodó dos películas, La peccatrice, de Amleto Palermi, y La canzone rubata, de Max Neufeld. 
En 1941 hizo un pequeño papel junto a Mario Mattioli en Ore 9 lezione di chimica, antes de trabajar en cuatro cintas en un solo año, en 1942: Sissignora de Ferdinando Maria Poggioli, I sette peccati de Laszlo Kish, Un colpo di pistola de Renato Castellani, y Le vie del cuore de Camillo Mastrocinque. Al año siguiente intervino en L'amico delle donne de Ferdinando Maria Poggioli, mientras que en 1944 volvió a actuar en cuatro películas, Carmela de Flavio Calzavara, L'angelo del miracolo de Piero Ballerini, Il cappello da prete de Ferdinando Maria Poggioli y Il diavolo va in collegio de Jean Boyer. 
En el último año de su carrera, 1945, participó en cinco filmes: Vivere ancora de Nino Giannini, La buona fortuna de Fernando Cerchio, Un fatto di cronaca de Piero Ballerini, Nessuno torna indietro de Alessandro Blasetti y Peccatori de Flavio Calzavara.
Capodaglio se retiró en 1946, tras la muerte de su marido, viviendo a partir de entonces en la Residencia para artistas Lyda Borelli, en Bolonia, ciudad en la cual falleció en 1961.

## Filmografía
- La Damigella di Bard, de Mario Mattoli (1936)
- La vedova, de Goffredo Alessandrini (1939)
- La peccatrice, de Amleto Palermi (1940)
- Sissignora, de Ferdinando Maria Poggioli 1941
- Ore 9 lezione di chimica, de Mario Mattoli (1941)
- Un colpo di pistola, de Renato Castellani (1942)
- Carmela, de Flavio Calzavara (1942)
- I sette peccati, de Ladislao Kish (1942)
- Nessuno torna indietro, de Alessandro Blasetti (1943)
- Il cappello da prete, de Ferdinando Maria Poggioli 1944
- Un fatto di cronaca, de Piero Ballerini (1944)
- Peccatori, de Flavio Calzavara (1945)